# Enstrom F-28
El Enstrom F-28 y el 280  son una familia de helicópteros de pequeño tamaño, construidos por la compañía estadounidense Enstrom Helicopter Corporation.  Desde la entrega del certificado de tipo para el F-28 en abril de 1965, Enstrom helicopter ha fabricado más de 1.200 unidades de ambas versiones.

## Variantes

### F-28

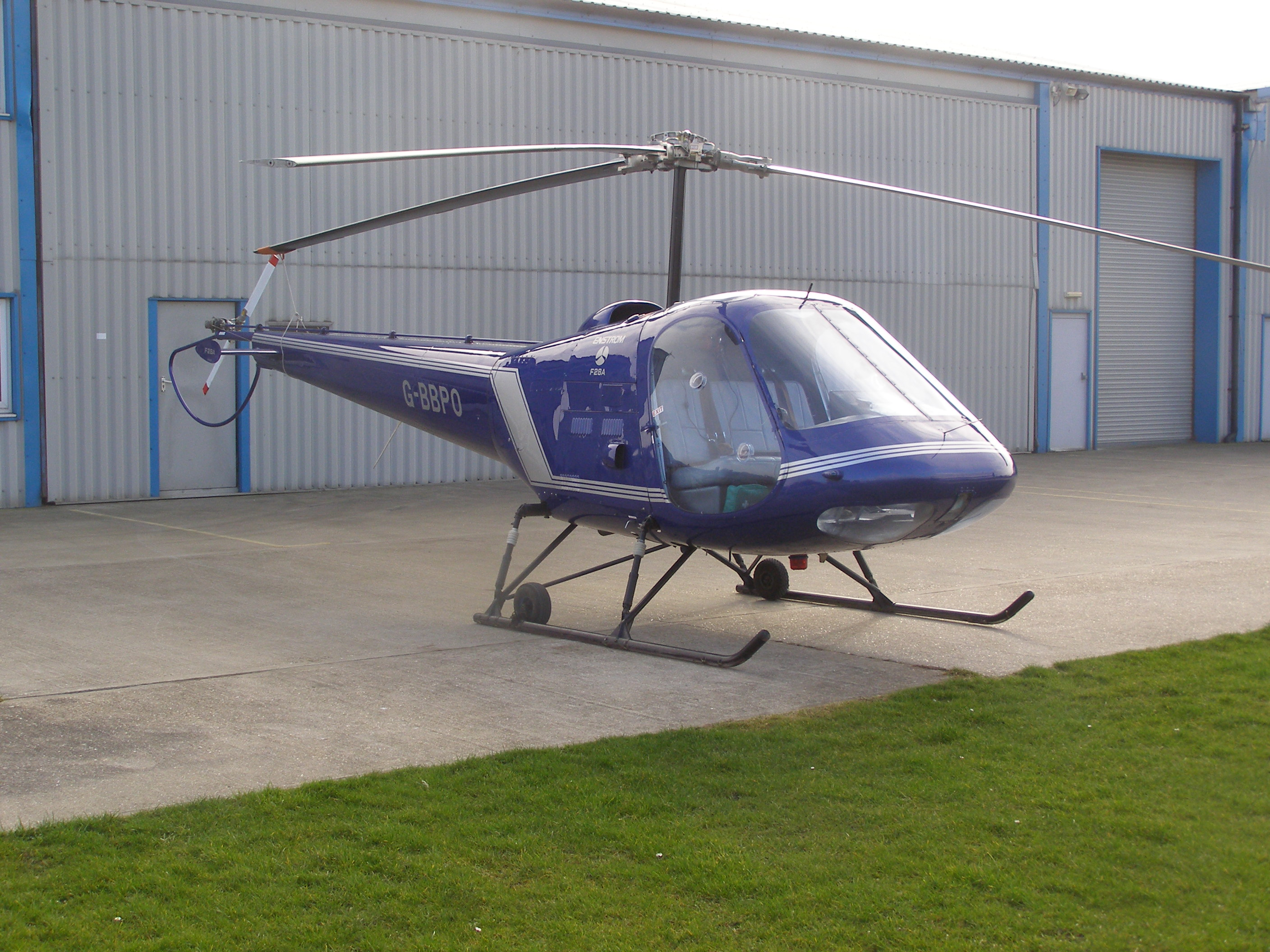
F-28A fabricado en 1973.

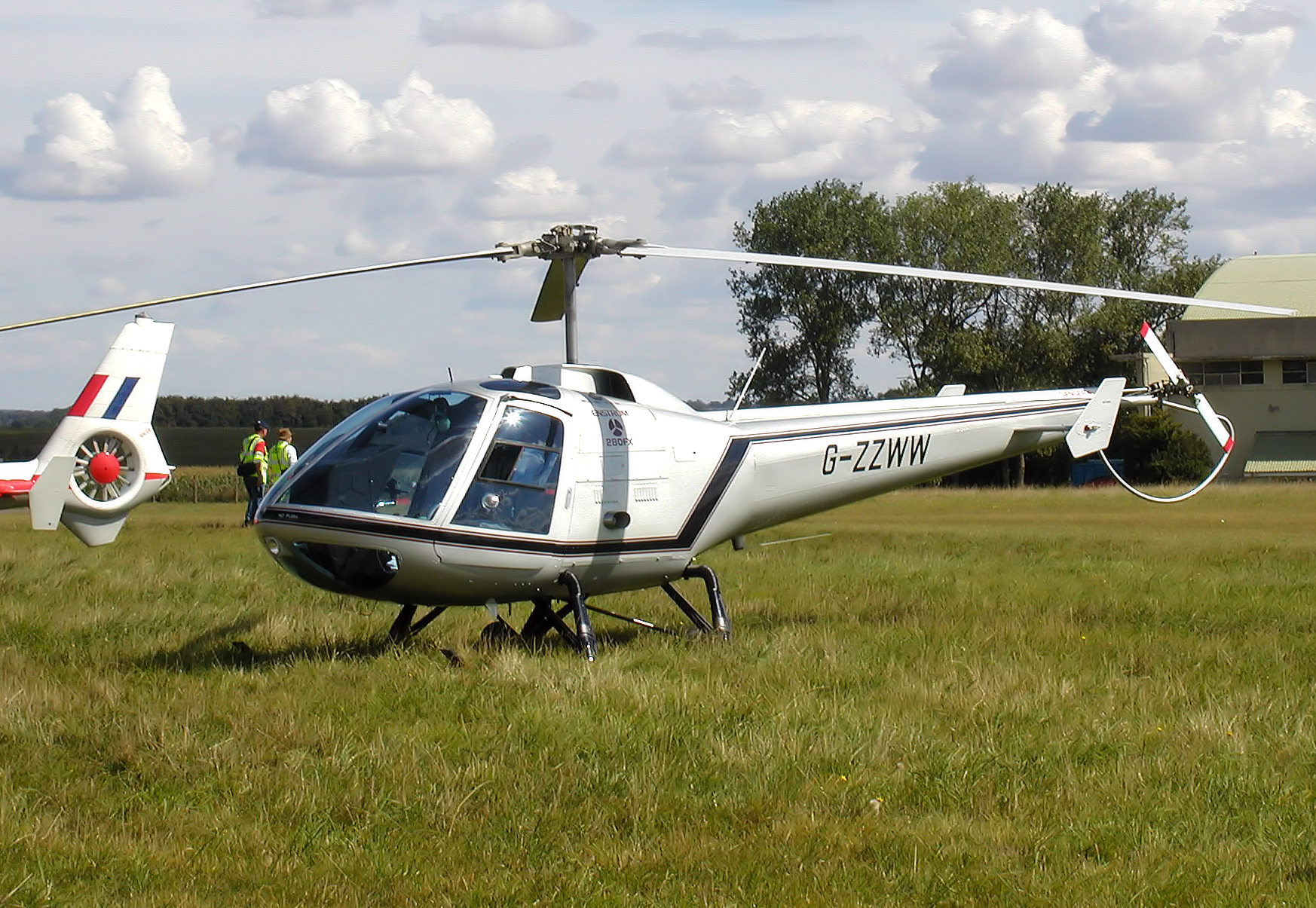
Enstrom 280FX Shark.

F-28
Certificado en abril de 1965.
F-28A
Certificado en mayo de 1968.
T-28
Equipado con motor de turbina.
F-28B
Versión con turbocompresor.
F-28C
Equipado con un motor de mayor potencia. Certificado en el año 1975
F-28C-2
Cabina más redondeada.
F-28F Falcon
Similar al F-28C con un motor de mayor potencia. Certificado en el año 1980

### 280
280 Shark
Certificado en 1975.
280C Shark
Versión F28C-2, con mejoras aerodinámicas. Certificado en 1975
280L Hawk
Versión alargada con capacidad para 4 personas.
280F
Similar al 280C, equipado con un motor de mayor potencia. Certificado en diciembre de 1980
280FX
Basado en el 280F con ruedas acopladas a los patines de aterrizaje, y con rediseño del fuselaje. Certificado en el año 1985

## Operadores

### Operadores militares
Chile
- Ejército de Chile

 Colombia
- Fuerza Aérea Colombiana

 Perú
- Ejército del Perú - 5 unidades
- Marina de Guerra del Perú - 6 F28F encargados en 2008.[4]
- Fuerza Aérea del Perú - 8 280FX encargados en 2020. En febrero de 2021 se entregaron las primeras 2 unidades.[5]

 Venezuela
- Guardia Nacional de Venezuela - 4 unidades actualmente
- Fuerza Aérea Venezolana - 12 unidades actualmente

## Accidentes
- El 22 de octubre de 1986, un Enstrom F-28F Falcon tuvo un fallo mecánico a una altitud de 75 pies (22,9 m) cuando sobrevolaba Manhattan (Nueva York, Estados Unidos) debido a la incorrecta instalación de un embrague. Tras colisionar con una valla, se precipitó al río Hudson durante un reportaje en directo de Jane Dornacker para la WNBC. El reportaje capturó a Jane gritando «Hit the water! Hit the water!» (en inglés: ¡Apunta al agua! ¡Apunta al agua!) mientras el helicóptero caía. El piloto sobrevivió con lesiones graves, pero la reportera falleció camino al hospital.[6]
- El 26 de enero de 2015, un Enstrom 280FX chocó en Erie (Colorado, Estados Unidos), tras la separación de sus palar del rotor, muriendo tanto el instructor como el estudiante a bordo. El accidente propició la creación de la Airworthiness Directive estadounidense por parte de la Administración Federal de Aviación el 12 de febrero de 2015, ocasionando que cerca de 300 helicópteros viesen revocado su permiso de vuelo.[7]
- El 1 de diciembre de 2023, un Enstrom 280FX Shark que estaba participando en una feria de aviación en el recinto ferial de IFEMA (Madrid, España) perdió el control cayendo en el punto kilométrico 5,6 del anillo interior de la autopista M-40. En el accidente resultaron con heridas leves los dos ocupantes del helicóptero y un conductor que circulaba por la carretera.[8]

## Especificaciones
Referencia datos: Taylor, M J H (editor) (1999). Brassey's World Aircraft & Systems Directory 1999/2000 Edition. Brassey's.

### Características generales
- Tripulación: 1
- Capacidad: 2 pasajeros
- Longitud: 8,9 m (29,2 ft)
- Diámetro rotor principal: 9,8 m (32 ft)
- Altura: 2,7 m (9 ft)
- Área circular: 7,5 m² (80,4 ft²)
- Peso vacío: 712 kg (1569,2 lb)
- Peso cargado: 1179 kg (2598,5 lb)
- Peso útil: 469 kg (1033,7 lb)
- Planta motriz: 1× Motor de 4 cilindros Lycoming HIO-360-F1AD.
  - Potencia: 168 kW (232 HP; 228 CV)
- Hélices: Rotor principal tripala y rotor de cola bipala

### Rendimiento
- Velocidad máxima operativa (Vno): 180 km/h (112 MPH; 97 kt)
- Velocidad crucero (Vc): 164 km/h (102 MPH; 89 kt)
- Alcance: 446 km (241 nmi; 277 mi)
- Techo de vuelo: 3660 m (12 008 ft)
- Régimen de ascenso: 7,4 m/s (1451 ft/min)

### Helicópteros similares
- Brantly B-2
- Kazan Ansat

- PZL SW-4
- Enstrom 280
- Fairchild Hiller FH-1100
- Robinson R44
- Schweizer 300C